# Kimi no na wa. (ścieżka dźwiękowa)
Kimi no na wa. (jap. 君の名は。) – album studyjny japońskiego zespołu Radwimps zawierający ścieżkę dźwiękową do filmu o tym samym tytule, wydany w Japonii 24 sierpnia 2016 roku przez EMI Records. Zadebiutował na 1 pozycji w rankingu Oricon i pozostał na liście przez 93 tygodnie. Sprzedał się w nakładzie ponad 500 tys. egzemplarzy i zdobył status podwójnej platynowej płyty.

## Tło
Według wokalisty Yōjirō Nody, stworzenie całej ścieżki dźwiękowej do filmu Kimi no na wa. zajęło prawie półtora roku. Reżyser filmu, Makoto Shinkai, który był również fanem zespołu, skontaktował się z Nodą przez producenta Genki Kawamurę, jak tylko potwierdzono produkcję filmu. Podczas nagrywania ścieżki dźwiękowej zespół nie mógł zobaczyć animacji, dopóki wszystko nie zostało ukończone, więc napisali muzykę na podstawie scenariusza i słów reżysera, co spowodowało, że wiele kompozycji musiało być dopasowywane do animacji później. Gitarzysta Akira Kuwahara powiedział, że „naprawdę trudno było tak zaaranżować muzykę, aby pasowała do animacji co do sekundy”. „Proces pisania utworów posuwał się do przodu w tym samym czasie, co animacja, więc wpłynęły na siebie nawzajem. Muzyka zmieniła historię, teksty, a jeśli powstała nowa scena, zmienialiśmy muzykę. To był proces twórczy” – dodał Noda.

## Lista utworów
| CD  | CD                                                 | CD          | CD                         | CD      |
| Nr  | Tytuł utworu                                       | Tekst       | Kompozycja                 | Długość |
| --- | -------------------------------------------------- | ----------- | -------------------------- | ------- |
| 1.  | „Yume tōrō” (jap. 夢灯籠)                          | Yōjirō Noda | Yōjirō Noda                | 2:11    |
| 2.  | „Mitsuha no tsūgaku” (jap. 三葉の通学)             |             | Yōjirō Noda                | 1:08    |
| 3.  | „Itomori kōkō” (jap. 糸守高校)                     |             | Yōjirō Noda                | 1:51    |
| 4.  | „Hajimete no Tōkyō” (jap. はじめての、東京)        |             | Yōjirō Noda                | 1:19    |
| 5.  | „Akogare Cafe” (jap. 憧れカフェ)                   |             | Akira Kuwahara             | 1:32    |
| 6.  | „Okudera senpai no Theme” (jap. 奥寺先輩のテーマ)  |             | Yōjirō Noda                | 2:07    |
| 7.  | „Futari no ihen” (jap. ふたりの異変)               |             | Akira Kuwahara             | 2:36    |
| 8.  | „Zenzenzense” (jap. 前前前世 (movie ver.))         | Yōjirō Noda | Yōjirō Noda                | 4:45    |
| 9.  | „Goshintai” (jap. 御神体)                          |             | Yōjirō Noda                | 3:28    |
| 10. | „Date” (jap. デート)                               |             | Yōjirō Noda                | 4:05    |
| 11. | „Akimatsuri” (jap. 秋祭り)                         |             | Yōjirō Noda                | 1:08    |
| 12. | „Kioku o yobiokosu taki” (jap. 記憶を呼び起こす瀧) |             | Yōjirō Noda                | 1:43    |
| 13. | „Hida tanbō” (jap. 飛騨探訪)                       |             | Yōjirō Noda                | 1:32    |
| 14. | „Kieta Machi” (jap. 消えた町)                      |             | Yūsuke Takeda              | 1:55    |
| 15. | „Toshokan” (jap. 図書館)                           |             | Yūsuke Takeda              | 1:43    |
| 16. | „Ryokan no yoru” (jap. 旅館の夜)                   |             | Yōjirō Noda, Yūsuke Takeda | 1:33    |
| 17. | „Goshintai e futatabi” (jap. 御神体へ再び)         |             | Yōjirō Noda                | 2:23    |
| 18. | „Kuchikamizake Trip” (jap. 口噛み酒トリップ)       |             | Yōjirō Noda                | 2:55    |
| 19. | „Sakusen kaigi” (jap. 作戦会議)                    |             | Yōjirō Noda                | 2:24    |
| 20. | „Chō chō settoku” (jap. 町長説得)                  |             | Yūsuke Takeda              | 2:49    |
| 21. | „Mitsuha no Theme” (jap. 三葉のテーマ)             |             | Yōjirō Noda                | 4:06    |
| 22. | „Mienai futari” (jap. 見えないふたり)              |             | Yōjirō Noda                | 0:53    |
| 23. | „Katawaredoki” (jap. かたわれ時)                   |             | Yōjirō Noda                | 2:50    |
| 24. | „Sparkle” (jap. スパークル (movie ver.))           | Yōjirō Noda | Yōjirō Noda                | 8:57    |
| 25. | „Date 2” (jap. デート2)                            |             | Yōjirō Noda                | 2:09    |
| 26. | „Nandemonaiya” (jap. なんでもないや (movie edit.)) | Yōjirō Noda | Yōjirō Noda                | 3:16    |
| 27. | „Nandemonaiya” (jap. なんでもないや (movie ver.))  | Yōjirō Noda | Yōjirō Noda                | 5:43    |

| DVD | DVD | DVD     |
| Nr  | Tytuł utworu | Długość |
| --- | --- | ------- |
| 1.  | „Recording fūkei” (jap. レコーディング風景) |         |
| 2.  | „Piano Solo Studio Live (ensō: Noda yōjirō): «Mitsuba no Theme» «MAkimatsuri»” (jap. ピアノソロスタジオライブ(演奏：野田洋次郎)：「三葉のテーマ」「秋祭り」) |         |
| 3.  | „RADWIMPS, Animation seisaku Studio hōmon no moyō” (jap. RADWIMPS、アニメーション製作スタジオ訪問の模様)                                                     |         |
| 4.  | „Shinkai Makoto kantoku × RADWIMPS Taidan” (jap. 新海誠監督 × RADWIMPS 対談)                                                                                 |         |
| 5.  | „Shinkai Makoto kantoku Interviow” (jap. 新海誠監督インタビュー)                                                                                             |         |

## Notowania
| Lista                            | Pozycja |
| -------------------------------- | ------- |
| Oricon Weekly Album Chart        | 1       |
| Billboard Japan Hot Albums       | 1       |
| Billboard Japan Top Albums Sales | 1       |

## Nagrody i nominacje
| Rok  | Nagroda                                  | kategoria                    | Wynik          |
| ---- | ---------------------------------------- | ---------------------------- | -------------- |
| 2016 | 58. Japan Record Awards                  | Nagroda specjalna            | Wygrana        |
| 2017 | 40. Nagroda Japońskiej Akademii Filmowej | Wybitne osiągnięcie w muzyce | Wygrana        |
| 2017 | 31. Japan Gold Disc Award                | Ścieżka dźwiękowa roku       | Wygrana        |
| 2017 | 6. Newtype Anime Awards                  | Najlepsza ścieżka dźwiękowa  | Drugie miejsce |